# Rimma Kazakowa
Rimma Fiodorowna Kazakowa (ur. 27 stycznia 1932 w Sewastopolu, zm. 19 maja 2008 w Moskwie) – rosyjska poetka, autorka tekstów piosenek.

## Życie i twórczość
Urodziła się 27 stycznia 1932 w Sewastopolu. Jej ojciec Fiodor był wojskowym, a jej matka, Sofia, pracowała jako sekretarka-maszynistka. Rodzice nadali jej imię Remo (ros. Рэмо), co oznaczało Rewolucja, Elektryfikacja, Światowy Październik (ros. Революция, Электрификация, Мировой Октябрь). W wieku 20 lat zmieniła imię na Rimma.
W 1954 ukończyła studia na wydziale historycznym Uniwersytetu Leningradzkiego.
Jako poetka debiutowała w 1955. Pierwszy zbiór poezji lirycznej Spotkamy się na wschodzie (ros. Встретимся на Востоке) opublikowała w 1958. 
W 1959 została przyjęta do Związku Pisarzy, a w latach 1976–1981 była sekretarzem zarządu Związku Pisarzy ZSRR. 
Kolejne zbiory: Tam gdzie ty (ros. Там, где ты, 1960), Piątki (ros. Пятницы, 1965), Zielone świerki (ros. Ёлки зеленые, 1969), Pamiętam (ros. Помню, 1974), Kraj miłości (ros. Страна Любовь, 1980), Zejdź ze wzgórza (ros. Сойди с холма, 1984) i inne zapewniły jej znaczące miejsce wśród współczesnych poetów rosyjskich. Duży wpływ na jej twórczość wywarło wojenne dzieciństwo. Jej ulubionym bohaterem lirycznym jest jednak współczesny młody człowiek, często będący z zawodu marynarzem, myśliwym, rybakiem. To człowiek odważny, kochający życie, garnący się do pracy i ludzi. Ta część jej twórczości może być określona jako wierszowana publicystyka z nalotem liryzmu. 
Kazakowa przez 7 lat mieszkała na Dalekim Wschodzie. Pracowała m.in. jako redaktor w Chabarowsku. W jej poezji tego okresu istotna jest symbolika przyrody, widoczne są inspiracje romantyką egzotycznych dla Europejki krain wybrzeża Pacyfiku oraz bezkresnych lasów Syberii.
Istotna w twórczości Kazakowej jest liryka miłosna z powtarzającymi się motywami poszukiwań i marzeń charakterystyczne dla całej jej poezji.
W październiku 1993 roku była jednym z sygnatariuszy „Listu 42”.
W ostatnich latach życia była pierwszym sekretarzem Związku Pisarzy Moskiewskich.
Zmarła 19 maja 2008 w obwodzie moskiewskim. Pochowana na Cmentarzu Wagańkowskim w Moskwie.